# Melrose (Massachusetts)
Melrose város az USA Massachusetts államában, Middlesex megyében. Lakosainak száma 29 817 fő (2020. április 1.).

## Népesség
A település népességének változása:

| 2010 | 26 983 |
| 2020 | 29 817 |